# Horní Nitra

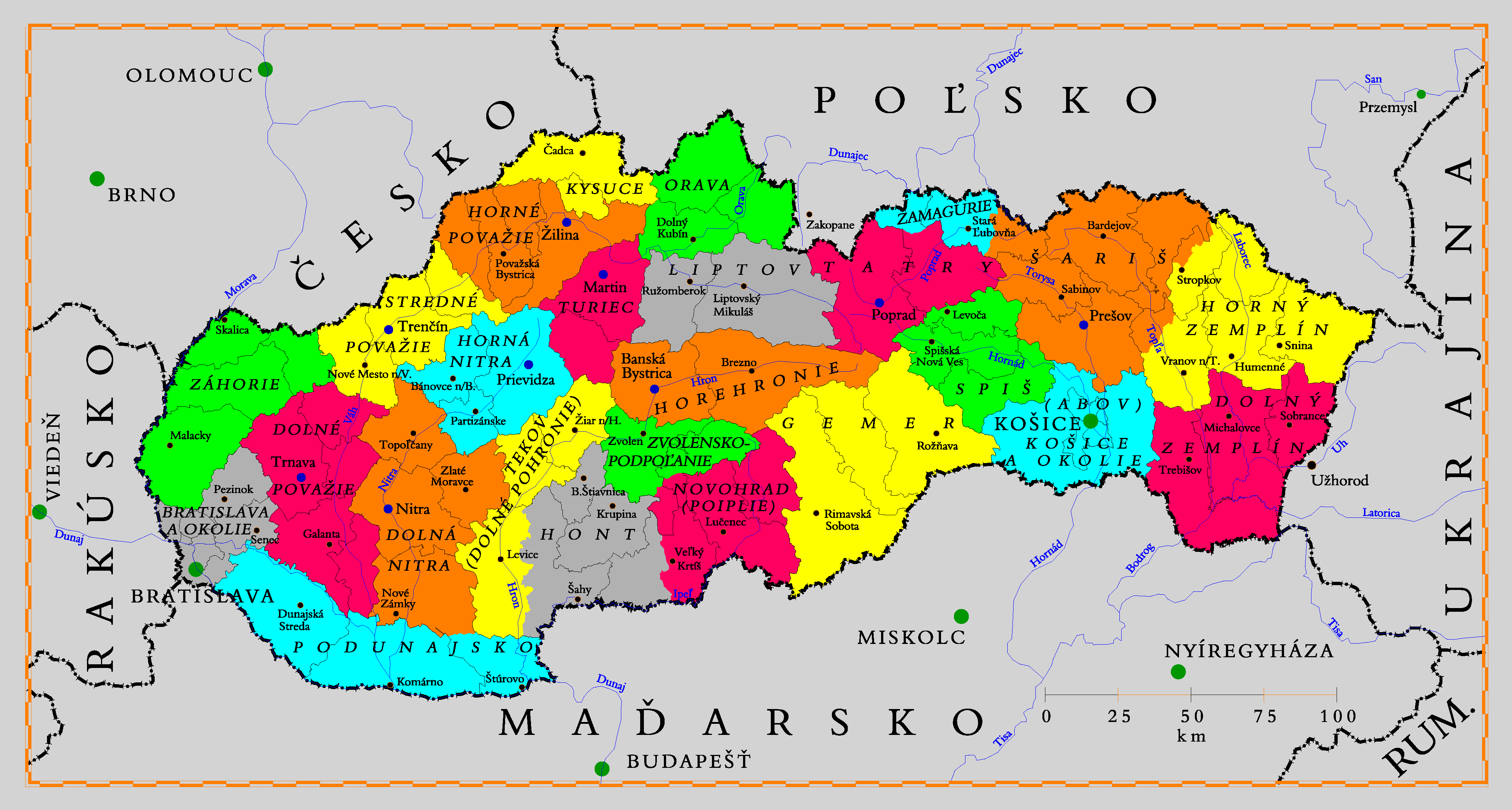
Poloha Horní Nitry

Horní Nitra je slovenský region a region cestovního ruchu.
Jako region cestovního ruchu sem oficiálně patří:
- okres Prievidza
- okres Partizánske
- okres Bánovce nad Bebravou
- okres Topoľčany

V užším smyslu zahrnuje jen první dva okresy.

## Horní Nitra v užším smyslu

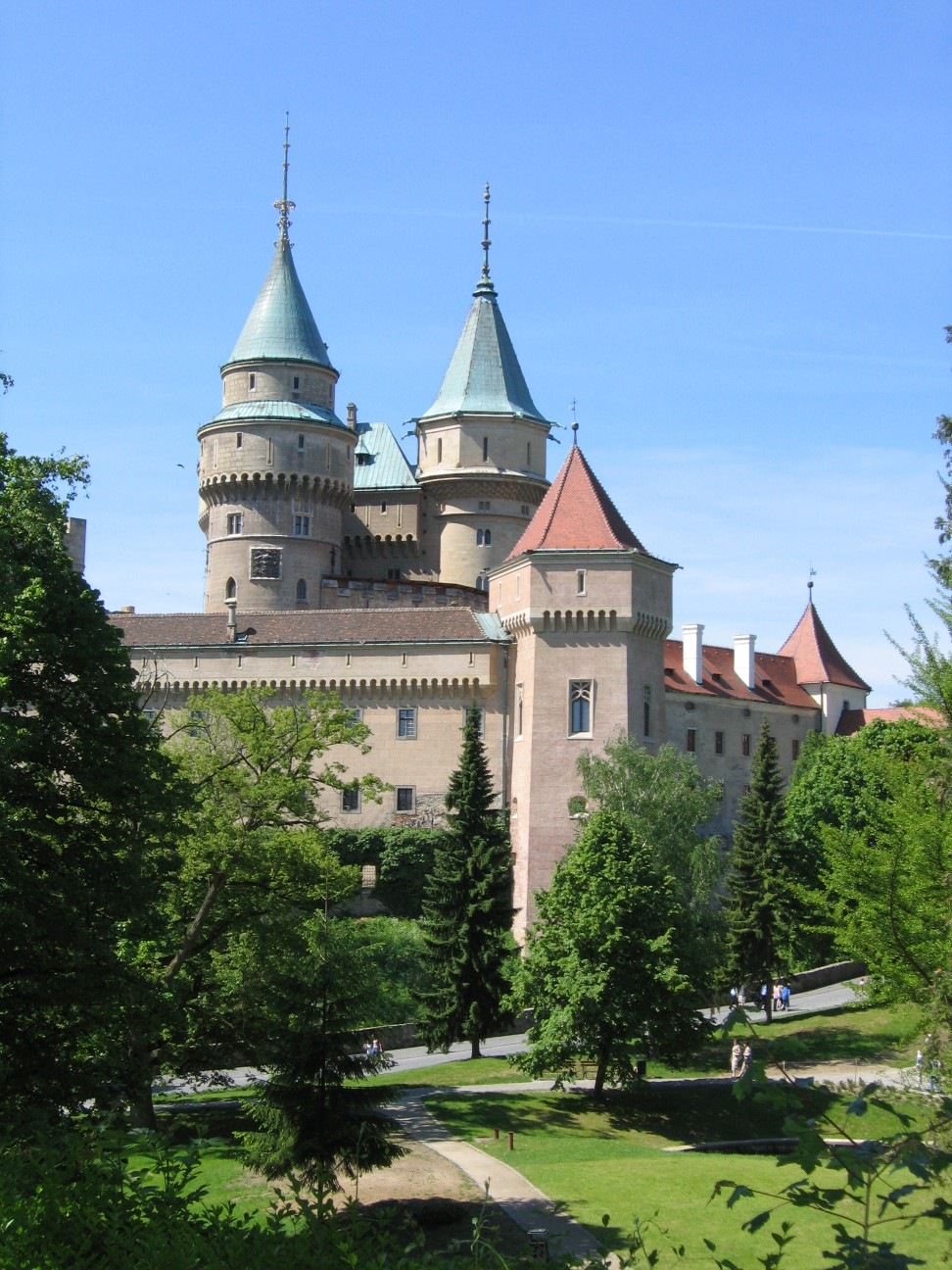
Bojnický zámek

Osou regionu je řeka Nitra, která tu také pramení a přibírá Handlovku a Nitricu. Území horní Nitry je součástí mohutného horstva Západních Karpat. Hornonitrianská kotlina, rozprostírající se v povodí horního toku řeky Nitry, tvoří jádro regionu a je obklopená věncem pohoří – na západě a severozápadě Strážovskými vrchy s geomorfologickými podcelky Malá Magura, Zliechovská hornatina, Nitrické vrchy, dále výběžkem Malé Fatry na severu s vrchem Kľak (1351 m n. m.) a též pohořími Žiar na severovýchodě, Kremnické vrchy na východě, Vtáčnik na jihu a Tribeč na jihozápadě. Tyto oblasti oplývají přírodními zvláštnostmi a bohatstvím chráněné fauny a flóry a na teritoriu horní Nitry byly vyhlášené za chráněná území (zejména CHKO Ponitří a CHKO Strážovské vrchy).
Nejznámější národní přírodní památkou je Prepoštská jeskyně. Toto území má množství chráněných stromů, nejznámější je bojnická Lípa krále Matyáše.
Lesy na horní Nitře jsou bohaté na lovnou zvěř a pánem lesní fauny je medvěd hnědý.
V kotlinách Strážovských vrchů se našla suchomilná a teplomilná flóra a fauna a na skalnatých výstupcích Reváně (1204 m n. m.) a Kľaku se vyvinula karpatská horská flóra. Vápencové stěny Temešské skály poskytují útočiště motýlovi jasoňovi červenookému. Mezi zajímavosti patří mokřady v Tmavé dolině a v dolině Peklo při Kľačně – jsou to lokality z doby ledové.

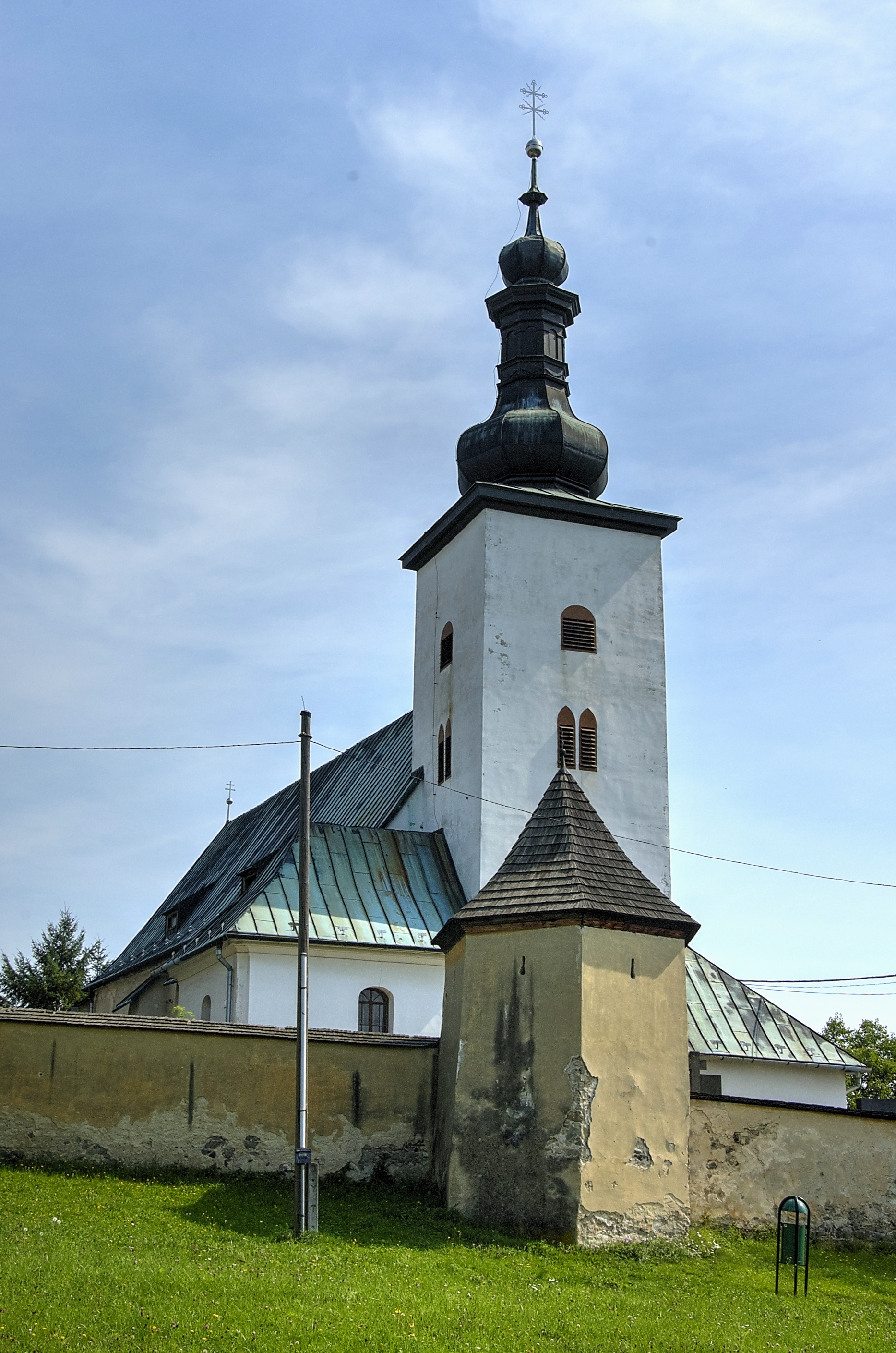
Kostel Panny Marie v Prievidzi

Z nejstarších architektonických památek je zastoupená sakrální architektura – románský kostel v Diviakách nad Nitricou s dvouvěžovým průčelím, kostel sv. Anny v Bystričanech-Chalmové a kostel Panny Marie v Prievidzi, kde se nachází socha Madony z období gotiky.
Významnými památkami z období gotiky jsou části královských hradů Sivý kameň a Bojnice. Zbytky gotické pevnosti najdeme také ve zdech kaštela v Diviacké Nové Vsi. Národní kulturní památkou je kostel sv. Mikuláše v Porubě, který má zachovalý interiér s gotickými nástěnnými malbami a renesanční malovaný dřevěný strop.
Z období renesance se zachovaly části městských hradeb v Bojnicích, kurie a kaštely Zemianske Kostoľany, Nováky, Laskár, Pravenec a Chalmová.
Období baroka na horní Nitře je spojené s působením rodu Pálffyů, kteří kromě přestavby Bojnického zámku se zasloužili o výstavbu komplexu barokního kostel piaristů v Prievidzi.
Region horní Nitry se vyznačuje také vysokou úrovní městské a vesnické historické zástavby, o čemž svědčí památkové zóny v Nitrianském Pravně, Bojnicích, Morovně a Vyšehradném, kde byla udělena cena Europa Nostra domu za zachování hodnot lidové architektury.
Bohatá tradice a kultura tohoto region je v jeho folkloru, tradiční lidové výrobě a lidovém oděvu i rustikální plastice. Region horní Nitry patří mezi regiony s nejvyšší kulturní aktivitou na Slovensku. Je pořadatelem Mistrovství Evropy dechových hudeb a dalších programů v jednotlivých městech a obcích. Nejvyhledávanější atrakcí se stal Festival duchů a strašidel na zámku Bojnice.
Vývěry minerálních a termálních vod v Bojnicích a Chalmové přispěly ke vzniku lázní s termálními koupališti. Významnými středisky cestovního ruchu jsou také Nitrianske Rudno s vodní nádrží, souměstí Prievidza-Bojnice (v Bojnicích ZOO a plážové koupaliště), původně hornické město Handlová s rekreačním střediskem Remata a další.